# 岡内美喜子
岡内 美喜子（おかうち みきこ、1976年11月17日 - ）は、舞台を中心に活動している日本の女優。東京都出身。夫は俳優の多田直人。

## 来歴
学習院女子高等科卒業。学習院大学文学部心理学科を中退後、1997年に演劇集団キャラメルボックスに入団する。
2015年12月19日、堀江恭子役で出演した舞台公演『BREATH』で出演数が通算2000ステージとなる。
演劇集団キャラメルボックスには、運営会社ネビュラプロジェクトの破産による2019年5月31日の活動休止時まで在籍し続けた。それまではネビュラプロジェクトの一部門であるネヴァーランド・アーツに所属していたが、同年からナッポスユナイテッド所属となる。2020年、第一子を授かったことを発表すると同時に、同劇団員の多田直人と結婚していたことを発表した。

## 人物
ジャズダンスを4歳からしている。
姉と弟がいる。姉は日本道路交通情報センターに勤務していた。

## 出演

### 舞台
- 『アニー』明治生命ミュージカル (1992年、ジュリー )

#### 演劇集団キャラメルボックス
太字は主演作品
- 『俺たちは志士じゃない』（1998年、しの）
- 『四月になれば彼女は』（2002年、あきら）
- 『嵐になるまで待って』（2002年、ユーリ/2016年、雪絵）
- 『ブラック・フラッグ・ブルーズ』（2004年、砂記）
- 『スキップ』（2004年、17歳の真理子）
- 『広くてすてきな宇宙じゃないか』（1999年、オオクボ/2005年・2012年、スギエ） - 2012年は温井摩耶・森めぐみとトリプルキャスト
- 『TRUTH』（2005年、美緒/2014年、ふじ）
- 『クロノス』（2005年、蕗来美子）
- 『雨と夢のあとに』（2006年・2013年、暁子）
- 『少年ラヂオ』（2006年、美汐）
- 『カレッジ・オブ・ザ・ウィンド』（2007年、あやめ）
- 『トリツカレ男』（2007年、ペチカ）
- 『君の心臓の鼓動が聞こえる場所』（2008年、真知子）
- 『南十字星駅で』（2010年、片倉珠貴）
- 『また逢おうと竜馬は言った』（2010年、ケイコ）
- 『サンタクロースが歌ってくれた<10days Limited Version>』（2010年、ミツ）
- 『ヒア・カムズ・ザ・サン』（2011年、カオル）
- 『銀河旋律』（2011年、はるか）
- 『流星ワゴン』（2011年、永田美代子）
- 『無伴奏ソナタ』（2012年・2014年、オリビア/カール）
- 『アルジャーノンに花束を』（2012年、アリス・キニアン） - 渡邊安理とダブルキャスト
- 『キャロリング』（2012年、朝倉恵那）
- 『隠し剣鬼ノ爪』（2013年、狭間結女）
- 『ケンジ先生』（2013年、シラキ） - どんぐりキャスト
- 『ウルトラマリンブルー・クリスマス』（2013年、ベテルギウス）
- 『ヒトミ』（2014年、佐久間）
- 『鍵泥棒のメソッド』（2014年、水嶋香苗） - 渡邊安理とダブルキャスト
- 『太陽の棘 彼はなぜ彼女を残して旅立ったのだろう』（2014年、星宮明音）
- 『パスファインダー』（2015年、倉敷）
- 『BREATH』（2015年、堀江恭子）
- 『嵐になるまで待って』(2016年、波多野雪絵)
- 『エンジェルボール』（2018年、大阪タイマースウグイス嬢）
- 『ナツヤスミ語辞典』(2019年、ミドリ先生)
- 『ナナメウシロのカムパネルラ』（2025年）[8]

#### 客演
- Story Dance Performance Blue
  - Blue1『Blue』（2007年、スタジオニンバス） - 女1 役
  - Blue2『Blue is near water〜水辺に佇む青〜』（2010年） - 山崎碧 役
  - Blue3『Blue Sky Red Earth〜空は青く 地は赤く〜』（2011年） - 空山璃 役
  - Blue4『The Blue Rose』（2012年） - ラン/俊哲 役
- 『ロゼット〜春を待つ草〜』（2012年、ハイリンド） - 典子 役
- 『ヒア・カムズ・ザ・サン』（2014年、スカイロケット）
- 『ナミヤ雑貨店の奇蹟』（2016年） - 松岡加奈子/浪矢頼子/武藤晴美 役
- 『鬼太郎誕生 ゲゲゲの謎』（2026年上演予定） - 長田庚子 役[9]

### プロモーションビデオ
- MEGARYU「この先もずっと 〜Brother & Sister〜」（2006年） - 同じ劇団の所属者であった大内厚雄、畑中智行と出演
- 図書館戦争（2011年） - 店員 役

### ラジオドラマ
- マイ・ストーリー（2006年 - 2007年、MBSラジオ）
- River Side Cafe #2「26歳 塾の先生」（2013年、TOKYO FM） - 安村小夜子 役
- NISSAN あ、安部礼司〜BEYOND THE AVERAGE（2015年、TOKYO FM）

### テレビ番組
- 素晴らしい世界 スバセカ劇場「僕の落とし物」（2008年、北海道テレビ） - 同じ劇団の所属者であった菅野良一、実川貴美子、多田直人と出演
- Eテレ・ジャッジ 女子会プロレス #5（2016年、NHK Eテレ） - 高岡愛 役

### テレビドラマ
- 派遣のオスカル〜少女漫画に愛をこめて（2009年、NHK総合テレビ）
- さよならぼくたちのようちえん（2011年、日本テレビ）
- 警視庁・捜査一課長 season6 第3話（2022年4月28日、テレビ朝日）- 北尾令子 役
- 刑事7人 SEASON9 第4話（2023年6月28日、テレビ朝日） - 松水麻由美 役
- 相棒 season22 第13話 (2024年1月24日 テレビ朝日)  -戸倉祥子　役

### テレビアニメ
- 車に乗った太陽（2009年、TOKYO MX）

### ラジオCM
- 決定版 スポーツをする人の勝利食（2009年、講談社）
- 三谷幸喜 創作を語る（2013年、講談社）

### ウェブCM
- SUUMO「ちとふな」特別ドラマ Episode1「就学前の子供を持つ夫婦」（2013年、リクルート）